# Workday
Workday, Inc. ist ein US-amerikanischer Anbieter von Cloud-basierter Computersoftware für Rechnungswesen, Personalverwaltung und Unternehmensplanung. Workday wurde 2005 von David Duffield, dem Gründer und früheren CEO des ERP-Anbieters PeopleSoft und dem früheren PeopleSoft-Chefstrategen Aneel Bushri gegründet, nachdem Oracle PeopleSoft feindlich übernommen hatte. In Deutschland ist Workday über die Workday GmbH mit Sitz in München mit einem Standort für Softwareentwicklung seit 2008 vertreten und seit 2015 vertrieblich aktiv. Der Hauptsitz befindet sich in Pleasanton, Kalifornien.

## Geschichte
Workday wurde 2005 gegründet und ging mit dem ersten Produkt im November 2006 an den Markt. 2012 ging Workday an die Technologiebörse NASDAQ und wurde initial mit 9,5 Mrd. US-Dollar bewertet. Damals hatte Workday rund 310 Kunden.
Im Januar 2015 wurde Workday in der DACH-Region aktiv. Damals nutzten rund 170 Kunden den Workday-Service in Deutschland. Inzwischen ist diese Zahl signifikant angewachsen. Zu namhaften Kunden in Deutschland zählen u. a. Siemens und die Deutsche Bank.

## Produkt
Workday bietet den Cloud-Service auf Basis einer Cloud-Plattform an. Die organisch gewachsene Plattform wird durch zugekaufte Lösungen ergänzt. Die Hauptprodukte von Workday sind die Personalverwaltung, das Finanzmanagement und ein Produkt für Business-Planung. Innerhalb der Personalplanung bietet Workday u. a. Funktionalität für Stamm- und Organisationsdatenverwaltung, Personalbeschaffung, Learning, Zeiterfassung, Personalkostenplanung und Vergütung. Im Bereich der Finanzverwaltung bietet Workday das Rechnungswesen, Controlling und Reporting, Konsolidierung, Planung, Einkauf, Verwaltung, Spesenverwaltung, Bestandsverwaltung und Projektverwaltung an.

## Akquisitionen
| Nummer des Zukaufs | Übernommene Firma | Datum der Übernahme | Fachgebiet                               |
| ------------------ | ----------------- | ------------------- | ---------------------------------------- |
| 17                 | VNDLY             | November 2021       | Externes Vendoren- und Staffingmanagment |
| 16                 | Zimit             | September 2021      | Quotation Management                     |
| 15                 | Peakon            | März 2021           | Employee Engagement                      |
| 14                 | Scout RFP         | Dezember 2019       | Lösung für den Einkauf                   |
| 13                 | TrustedKey        | Juli 2019           | Identity Management                      |
| 12                 | Stories.bi        | Juli 2018           | Augmented Analytics                      |
| 11                 | Adaptive Insights | Juni 2018           | Planung                                  |
| 10                 | Rallyteam         | Juni 2018           | Talent Agility Platform                  |
| 9                  | SkipFlag          | Januar 2018         | Machine Learning (AI)                    |
| 8                  | Pattern           | August 2017         | Team Zusammenarbeit                      |
| 7                  | Platfora          | Juli 2016           | Analytics                                |
| 6                  | Zaption           | Juni 2016           | Content Management                       |
| 5                  | Mediacore         | Oktober 2015        | Learning                                 |
| 4                  | Upshot            | Juli 2015           | Talent Management                        |
| 3                  | Gridcraft         | April 2015          | Planning                                 |
| 2                  | Identified        | Februar 2014        | Recruiting                               |
| 1                  | CapeClear         | Februar 2008        | Web Services Integration                 |

## Konkurrenten
Hauptkonkurrenten von Workday sind Enterprise-Software-Anbieter wie SAP und Oracle. 

## Trivia
Im Jahr 2023 startete Workday eine „Rockstar“–Werbekampagne, in der bekannte Personen aus der Rockmusik in verschiedenen Spots auftreten. Während in der ersten Kampagne 2023 Gary Clark Jr., Paul Stanley, Joan Jett, Ozzy Osbourne und Billy Idol zu sehen waren, traten in der Nachfolgekampagne 2024 erneut Billy Idol und zudem Gwen Stefani und Travis Barker auf.